# 阿夸卡尼纳
阿夸卡尼纳（義大利語：Acquacanina），曾是意大利马切拉塔省的一个市镇。总面积26平方公里，人口125人，人口密度4.8人/平方公里（2009年）。ISTAT代码为043001。
2017年1月1日，阿夸卡尼纳并入菲亚斯特拉市镇。